# Gorocvijet
Gorocvijet (plamenčić, komoljika, lat. Adonis), rod jednogodišnjeg raslinja i trajnica iz porodice žabnjajkovki (Ranunculaceae). Pripada mu tridesetak priznatih vrsta, od kojih nekoliko raste i u Hrvatskoj, to su: ljetni gorocvijet (A. aestivalis),  jesenski gorocvijet (A. annua), žarkocrveni gorocvijet (A. flammea), proljetni gorocvijet (A. vernalis) i A. microcarpa.
Gorocvijet je raširen po umjerenom pojasu Europe i Azije. A. vertnalis je ljekovita ali i otrovna biljka, i koristio se kao lijek za srčane tegobe.
Ime roda dolazi po bogu Adonisu, iz čije je krvi, nakon što ga je ubio vepar, niknuo ovaj cvijet.

## Vrste
1. Adonis aestivalis L.
2. Adonis aleppica Boiss.
3. Adonis amurensis Regel & Radde
4. Adonis annua L.
5. Adonis apennina L.
6. Adonis bobroviana Simonov.
7. Adonis chrysocyathus Hook.f. & Thomson
8. Adonis coerulea Maxim.
9. Adonis cretica (Huth) Imam, Chrtek & A.Slavíková
10. Adonis cyllenea Boiss., Heldr. & Orph.
11. Adonis davidii Franch.
12. Adonis dentata Delile
13. Adonis distorta Ten.
14. Adonis eriocalycina Boiss.
15. Adonis flammea Jacq.
16. Adonis globosa C.H.Steinb. ex Rech.f.
17. Adonis × hybrida Wolf ex Simonk.
18. Adonis leiosepala Butkov
19. Adonis microcarpa DC.
20. Adonis mongolica Simonov.
21. Adonis multiflora Nishikawa & Koji Ito
22. Adonis nepalensis Simonov.
23. Adonis palaestina Boiss.
24. Adonis pseudoamurensis W.T.Wang
25. Adonis pyrenaica DC.
26. Adonis ramosa Franch.
27. Adonis shikokuensis Nishikawa & Koji Ito
28. Adonis sutchuenensis Franch.
29. Adonis tianschanica (Adolf) Lipsch.
30. Adonis turkestanica (Korsh.) Adolf
31. Adonis vernalis L.
32. Adonis villosa Ledeb.
33. Adonis volgensis Steven ex DC.

## Vanjske poveznice
|  | Zajednički poslužitelj ima još gradiva o temi Adonis (Ranunculaceae) |
|  | Wikivrste imaju podatke o taksonu Adonis (Ranunculaceae)             |